# Iridopterygidae
Iridopterygidae, é uma família de louva-deus (insetos da ordem Mantodea) que possui cinco subfamília.

## Géneros
- Subfamília: Hapalomantinae
  - Géneros: Bolbe - Bolbena - Bolbula - Hapalogymnes - Hapalomantis - Papubolbe - Tarachina
- Subfamília: Iridopteryginae
  - Géneros: Hapalopeza - Hapalopezella - Iridopteryx - Micromantis - Muscimantis - Nemotha - Pezomantis
- Subfamília: Nanomantinae
  - Tribo: Fulcinini
    - Géneros: Calofulcinia - Fulcinia - Fulciniella - Fulciniola - Hedigerella - Nannofulcinia - Pilomantis - Tylomantis

  - Tribo: Nanomantini
    - Géneros: Ima - Machairima - Nanomantis - Parananomantis - Sceptuchus - Sinomantis
- Subfamília: Nilomantinae
  - Géneros: Epsomantis - Ilomantis - Mimomantis - Nilomantis - Papugalepsus
- Subfamília: Tropidomantinae
  - Géneros: Chloromantis - Enicophlebia - Hyalomantis - Ichromantis - Kongobatha - Melomantis - Miromantis - Negromantis - Neomantis - Oxymantis - Platycalymma - Tropidomantis - Xanthomantis